# Cerkiew Zwiastowania w Harbinie
Cerkiew Zwiastowania w Harbinie – prawosławna cerkiew w Harbinie, jedna ze świątyń tego wyznania wzniesionych w tym mieście z inicjatywy misji rosyjskiej. Istniejąca przy niej parafia była ważnym ośrodkiem białej emigracji rosyjskiej na terytorium Chin. Cerkiew została zdewastowana w czasie rewolucji kulturalnej, zaś w 1970 - wysadzona w powietrze. 
Pierwsza cerkiew pod wezwaniem Zwiastowania została zbudowana w Harbinie w maju 1903 i spłonęła piętnaście lat później. Nie zachowały się żadne jej fotografie, wiadomo jedynie, że była wzniesiona z drewna. Druga świątynia pod tym samym wezwaniem powstała w latach 1930-1940. Tym razem budynek został zbudowany w stylu neobizantyjskim, według projektu B. Tustanowskiego, z cegły. Trudne warunki finansowe, w jakich działała misja rosyjska po rewolucji październikowej, sprawiły, że budowa mogła zostać dokończona jedynie dzięki prywatnym datkom, także od nieprawosławnych (np. od dowódcy japońskiej misji wojskowej w Harbinie). Po zakończeniu wznoszenia budynku przez kolejny rok trwały prace nad dekoracją wnętrza i dopiero 14 września 1941 metropolita harbiński Melecjusz (Zaborowski) poświęcił gotową cerkiew. 
Po siedemnastu latach funkcjonowania świątyni władze chińskie zamknęły ją wobec znaczącego spadku liczby Rosjan zamieszkujących Harbin. Opuszczoną cerkiew początkowo planowano zamienić w szkołę cyrkową. W czasie rewolucji kulturalnej w 1966 istniejące jeszcze ikony i utensylia cerkiewne zostały spalone. Zdewastowany budynek został wysadzony w powietrze w 1970. Obecnie na jego miejscu znajduje się hotel. 